# Andrew R. Wheeler
Pour les articles homonymes, voir Wheeler.
Andrew R. Wheeler, né le 23 décembre 1964 à Hamilton, dans l'Ohio, est un avocat et lobbyiste américain spécialisé dans les politiques énergétiques. Le 20 avril 2018, il devient administrateur adjoint de l'Agence de protection de l'environnement et à ce titre il exerce les fonctions d'administrateur par intérim à partir du 9 juillet de la même année, à la suite de la démission de Scott Pruitt. Il quitte ses fonctions le 20 janvier 2021.

## Biographie

### Jeunesse et formation
Andrew R. Wheeler est né à Hamilton dans l'Ohio, d'une mère institutrice. À l'âge de 21 mois, il perd son père alors que ses deux sœurs sont âgées de 8 ans et 8 mois,. 
Il est étudiant dans l'université privée Case Western Reserve située à Cleveland, dans l'Ohio, où il est diplômé en anglais et en biologie en 1987 puis il est diplômé en droit à l'université Washington de Saint-Louis en 1990. En 1998 enfin, il obtient un MBA à l'université George-Mason.

## Carrière

### Quatre ans à l'EPA
En 1991, il décroche son premier emploi à l'Agence de protection de l'environnement (EPA) où il va demeurer quatre ans, sous les présidences de George H. W. Bush et de Bill Clinton. Il travaille au Bureau de la pollution et de la prévention et des toxiques dit Toxics Office, consacré aux produits chimiques toxiques, où il contribue notamment à l'inventaire des rejets de substances toxiques dit TSCA, à la prévention des pollutions mais aussi au droit à l'information.

### Quatorze ans au Comité sénatorial de l'environnement et des travaux publics
Il occupe ensuite durant six ans plusieurs fonctions dont celle de directeur (républicain) du personnel du sous-comité de la qualité de l'air, des zones humides et de la sûreté nucléaire puis directeur du personnel du Comité sénatorial de l'environnement et des travaux publics après y avoir été introduit comme assistant du sénateur Jim Inhofe. Il reste pendant quatorze ans, s'y occupant de sûreté nucléaire, de la législation sur les émissions de polluants atmosphériques et de la législation sur l'eau. À titre de directeur du personnel de ce comité il est « responsable de la gestion des débats et de la stratégie législative du Sénat sur des sujets comme la réglementation, les réserves de pétrole extracôtier, les carburants alternatifs, les biocarburants et les sables bitumineux. Dans son rôle, il a également acquis de l'expérience dans l'élaboration d'objectifs et de stratégies à long terme et dans la gestion du personnel et du budget. ». Il explique en 2017 que durant ces quatorze ans, en « commençant par les modifications apportées à la Loi sur la qualité de l'eau potable en 1996 , puis pour trois projets de loi sur les autoroutes, plusieurs projets de loi de la WRDA, sur les friches industrielles, la législation sur la réduction du gasoil et de nombreux autres projets de loi », il a « toujours essayé de trouver un terrain d'entente ».
Il est accusé d'avoir durant cette période (moment de la mise à jour de la législation américaine sur la qualité de l'air avec le Clear Skies Act) abusé de son pouvoir pour cibler et intimider les groupes en faveur de la lutte contre le changement climatique, ce qui a soulèvera plus tard « des inquiétudes chez certains sur la façon dont il dirigera une Agence de plus en plus politique ». Frank O’Donnell, président du Clean Air Watch a dit de lui : « Wheeler a agi comme un véritable tyran dans ses rapports avec l’État et les agences locales ».

### Cabinet de lobbying et consulting
Il est ensuite co-dirigeant, chargé des questions d'énergie et de ressources naturelles, du bureau de lobbying Faegre Baker Daniels et conseiller juridique du même cabinet, où « à ce titre, il conseille des clients sur diverses questions légales, réglementaires et opérationnelles compliquées », ce qui le place en situation de conflit d'intérêts avec d'éventuelles fonctions à l'EPA pour lesquelles il est pressenti dès 2017. Selon les informations données par son bureau de lobbying, il a alors travaillé sur toutes les grandes lois environnementales et énergétiques devant le Congrès depuis plus d'une décennie, notamment la loi sur les émissions de gaz à effet de serre, l'Energy Policy Act de 2005, la loi sur l'indépendance énergétique et la sécurité, et la législation Clean Air Interstate Rule. Il a une grande expérience et connaissance de l'EPA mais aussi des départements de l'Énergie, des Transports et de l'Intérieur « où il a influencé des changements significatifs dans les règlements sur l'énergie et l'environnement » Il a notamment travaillé pour une importante société minière d'uranium qui a récemment fait pression pour réduire le Bears Ears National Monument, riverain de l'une des usines de traitement d'uranium. Il a aussi et notamment soutenu en tant que lobbyiste l'une des plus grandes sociétés charbonnières du pays, ainsi qu'un fabricant de gaz réfrigérant (ICOR International) qui l'a employé pour faire pression sur le Congrès américain et sur l'EPA en faveur d'une réglementation moins stricte concernant la protection de la couche d'ozone,. Il lui est aussi reproché d'avoir conseillé et aidé plusieurs sociétés ayant un intérêt financier à voir le marché des agrocarburants (éthanol issu de maïs en particulier) à être artificiellement soutenu (ex : Growth Energy, qui rassemble des producteurs d'éthanol) ; or c'est justement l'EPA qui est chargée d'établir des règles et exigences environnementales pour les agrocarburants, exigences qui affectent fortement le marché de l'éthanol.
En tant que lobbyiste, son cabinet a aidé les entreprises suivantes (par ordre alphabétique, données 2018) : 
- Bear Head LNG Corporation ;
- Celanese Corporation ;
- Coalition for Domestic Medical Isotope Supply ;
- Darling International Inc. ;
- Domestic Fuel Solutions Group ;
- Energy Fuels Resources Inc. ;
- Enterprises Swanco LLC, Agriculture ;
- ICOR International, Manufacture & Supply of Refrigerants ;
- Insurance Auto Auctions, Inc. ;
- KAR Holdings ;
- Murray Energy ;
- Nuclear Energy Institute (Association commerciale et de lobbying promouvant un usage responsable de l'énergie nucléaire) ;
- Sargento Foods Inc. ;
- South Coast Air Quality Management District (SCAQMD) ;
- Underwriters Laboratories ;
- Whirlpool Corporation ;
- Xcel Energy.

Wheeler s'affiche comme climatosceptique et il critique les limitations volontaires d'émission de gaz à effet de serre soutenant même l'utilisation continue des combustibles fossiles. En 2010, il a mis en doute la rigueur scientifique du GIEC (Groupe d'experts intergouvernemental sur l'évolution du climat des Nations unies), exprimant son impression que « les positions de l'organisation reposaient davantage sur une vision politique du monde que sur des faits scientifiques ». En 2018, après qu'un rapport multi-agence de l'administration Trump ait reconnu l'existence d'un dérèglement climatique en majeure partie induit par les activités humaines, Wheeler devant un comité de sénateurs reconnaît que l'homme a un impact sur le climat... « mais ce qui n'est pas complètement compris, c'est l'impact » ajoute-t-il.
De 2009 à août 2017 (selon ce qu'il a affirmé devant une commission sénatoriale chargée de donner un avis sur sa candidature à l'EPA), il représente en tant que lobbyiste le producteur de charbon Murray Energy,, propriété de Bob Murray, un fervent partisan de Donald Trump qu'il a poussé à retirer les États-Unis de l'accord de Paris sur le climat (ce que le Donald Trump avait promis de faire et qu'il a fait). Il soutient l'industrie du charbon qu'il aide à exercer des pressions contre les politiques de lutte contre le changement climatique et de réglementation des émissions de gaz à effet de serre,.

### Retour à l'EPA
En octobre 2017, il est proposé comme no 2 de l'EPA par Donald Trump. Son audience de confirmation se tient le 8 novembre 2017 devant le Comité judiciaire du Sénat des États-Unis qui approuve sa nomination, alors que la COP 23 sur le climat se réunissait à Bonn. Mais sa candidature n'est pas ensuite soumise à la Chambre des représentants pour un vote final. Sa nomination revient donc devant le Comité au début de la session législative suivante. 

Devant le comité sénatorial qui doit donner un avis sur sa nomination, il se présente comme un ami des sénateurs qui le questionnent, ayant une large expérience des questions environnementales, et se dit « un grand champion de la suppression des formalités administratives », l'un des sénateurs lui demande de se récuser de cinq affaires que son cabinet d'avocat et de lobbying a porté : « Monsieur Wheeler, ancien lobbyiste de Murray Energy, vous avez fait carrière dans l'industrie des combustibles fossiles pour éviscérer les règlements visant à protéger la santé publique et l'environnement. Murray Energy a intenté une action en justice contre l'EPA pour mettre fin à la protection de l'air et de l'eau. Cinq de ces cas sont en cours. En tant qu'administrateur adjoint de l'EPA, vous seriez en mesure de servir en tant que demandeur, défendeur, juge et jury de ces cinq poursuites en cours. Accepterez-vous de vous récuser de ces poursuites que Murray Energy a intentées contre l'EPA non seulement pour un an, mais pour toute la période où vous exercerez les fonctions d'administrateur adjoint de l'EPA ? Voulez-vous vous engager à vous récuser de ces questions ? », ce à quoi Wheeler a répondu d'une part que son cabinet d'avocat n'a pas représenté Murray Energy dans ses poursuites contre l'EPA, et d'autre part qu'il suivrait les « directives et les exigences » que les personnes responsables de l'éthique au sein de l'EPA lui ont fait.

Après que Wheeler ait dit qu'il avait escaladé le Kilimandjaro avec deux de ses amis, deux ans plus tôt, le sénateur démocrate Sheldon Whitehouse lui a cependant demandé si lors de cette escalade il avait remarqué quelque chose « en rapport avec les émissions de combustibles fossiles » ce à quoi Wheeler a répondu que « L'air était très mince (...) Le glacier est toujours là en haut (...) rien » (le glacier du Kilimandjaro est souvent cité comme exemple de glacier en régression du fait du réchauffement climatique). Ce même sénateur a aussi demandé à Wheeler s'il avait connaissance du plan de Bob Murray relatif à l'EPA (Murray a déclaré avoir produit pour l'EPA un plan de trois pages que selon lui Scott Pruitt a déjà (début 2017) commencé à mettre en œuvre à l'EPA. Wheeler répond : « Je n'ai pas travaillé sur cela et je n'ai pas de copie de ce mémo (...) J'ai également des problèmes de confidentialité avec mes clients. Je n'ai pas de copie du mémo, non (...)  Je l'ai vu brièvement au début de l'année, mais je n'en ai pas de copie (...) je ne l'ai pas en ma possession. Je l'ai regardé et lui ai rendu.. ». 

Selon le Huffington Post « en dépit de ses propos haineux sur la question de savoir si les humains sont impliqués dans le changement climatique, Wheeler a échappé à l’examen minutieux qu'a subi Kathleen Hartnett-White, candidate du Council on Environmental Quality dont l’échec à répondre aux questions scientifiques fondamentales a retenu l’attention des démocrates ».
Le 7 février 2018, The Intercept révèle que Wheeler a récemment organisé deux collectes de fonds pour John Barrasso, républicain du Wyoming et Jim Inhofe, républicain de l'Oklahoma, dont l'un préside le Comité sénatorial de l'environnement et des travaux public où Wheeler a autrefois travaillé, et qui va devoir donner un avis sur sa nomination. À ce moment Wheeler était déjà pressenti pour co-diriger l'EPA. Cette révélation faite début 2018 choque de nombreux Américains et notamment deux grandes ONG, le Natural Resources Defense Council et le Sierra Club ; Melinda Pierce, directrice du Sierra Club déclare le jour même : « Il est évident qu'un lobbyiste du charbon ne devrait pas diriger l'agence chargée de lutter contre la pollution de l'air et de l'eau par le charbon, mais il est encore plus évident qu'il ne devrait pas organiser de collectes de fonds pour les personnes qui voteront pour lui. Cette révélation choquante doit être immédiatement examinée, et des audiences devraient être tenues à nouveau pour demander à Wheeler pourquoi il était si désireux de tenir des collectes de fonds pour les personnes mêmes qui votent sur sa nomination ». Selon Liz Bowman, porte-parole de l'EPA « M. Wheeler - comme tous les candidats politiques - s'engage à suivre les conseils éthiques des responsables de carrière de l'EPA et se récuser au besoin, sur la base des conseils de ces experts » et il « soutient la décision du président de se retirer de l'accord de Paris ».
Sa nomination est donc soumise de nouveau au Sénat qui l'approuve le 12 avril 2018 par 53 voix contre 45. Il prend ses fonctions le 20 avril. À ce titre, il exerce les fonctions d'administrateur de l'agence par intérim à compter du 9 juillet suivant, à la suite de la démission du titulaire, Scott Pruitt.
Entre le moment où il a été assermenté et la fin juillet 2018, Wheeler a eu au moins trois réunions avec certains de ses anciens de ses clients pour lesquels il faisait du lobbying, ce qui constitue potentiellement une violation de l'engagement éthique de l'administration Trump et de ses promesses faites lors de son audition de confirmation . Début janvier la Maison-Blanche a confirmé au Sénat américain sa volonté de le confirmer à la tête de l'EPA (si un vote du sénat confirme cette décision, il deviendra alors ministre de l'environnement des États-Unis). Les organisations de défense de l'environnement dénoncent cependant sa politique pro-entreprises et celle de l'administration Trump (en novembre 2018, l'ONG Sierra Club avait dénoncé sa nomination qui selon l'ONG revient à "donner les clés du coffre à un voleur").

### Autres activités
Andrew Wheeler est président émérite de l'Organisation nationale des ressources énergétiques et vice-président du Washington Coal Club, et membre du panel d'examen technique de l'école des affaires publiques et d'environnement de l'université d'Indiana.
Il est également l'auteur d'articles dans un magazine juridique (Law360) dont un papier intitulé What To Expect From Trump's Environmental Policies (« Qu'attendre des politiques environnementales de Trump ? ») publié fin novembre 2016 et conférencier pour l'Association américaine du barreau (American Bar Association) et d'autres associations professionnelles « créant un impressionnant réseau juridique et commercial qu'il utilise pour aider ses clients à atteindre leurs objectifs en matières de politique publique ».

## Récompenses et citations honorifiques
Lors de ses premières années à l'EPA, il a reçu la médaille de bronze de l'Agence en 1993 et 1994.
Durant sa carrière au Sénat, il a été désigné par le National Journal comme l'un des meilleurs chefs d'état-major du Congrès en 2005.